# 冰室京介
冰室京介（1960年10月7日—）是日本搖滾音樂家、歌手，出身於群馬縣高崎市倉賀野町。他是搖滾樂團BOØWY的主唱，BOØWY解散後仍以個人名義在樂壇活躍，後因音樂製作工作而移居洛杉磯。2016年，由於聽力問題日漸嚴重，在東京巨蛋舉行巡迴演唱會最終站後結束歌手生涯。

## 外部連結
- HIMURO.COM（页面存档备份，存于）
- 氷室京介 スペシャルサイト｜Warner Music Japan（页面存档备份，存于）
- 氷室京介｜Warner Music Japan（页面存档备份，存于）